# Werner Oellers
Werner Oellers (Pseudonym: Walter Siemes; * 18. Oktober 1904 in Wegberg; † 21. August 1947 in Ratingen) war ein deutscher Schriftsteller.

## Leben
Werner Oellers entstammte einer katholischen Handwerkerfamilie. Nach dem Besuch der Volksschule in Wegberg, dem Progymnasium in Erkelenz und eines Gymnasiums in Mönchengladbach, an dem er 1922 die Reifeprüfung ablegte, studierte er Maschinenbau und Volkswirtschaftslehre in 
Aachen und Danzig. Sein Studium unterbrach er mehrmals für Zeiten als Praktikant und Werkstudent in Industriebetrieben und in der Landwirtschaft; schließlich brach er das Studium ohne Abschluss ab. Seit Mitte der 1920er-Jahre verfasste er Feuilletons für Tageszeitungen. Von 1929 bis 1933 lebte er als freier Schriftsteller in Wegberg und ab 1933 in Ratingen-Hösel. Am 6. Mai 1933 heiratete er Suse Beck aus Bingen am Rhein. Im Mai 1937 trat Oellers in die NSDAP ein, um in den Reichsverband der Deutschen Presse aufgenommen zu werden und so „seine gegen das Regime gerichtete Arbeit zu tarnen“. Oellers gelang es mehrmals, bei Musterungen zum Dienst in der Wehrmacht als untauglich eingestuft zu werden, indem er mit Hilfe von Medikamenten eine Herzerkrankung herbeiführte. Vom 1. Mai 1944 bis zu seiner Erkrankung Januar 1945 wurde er zum Kriegsdienst verpflichtet, ohne jedoch an der Front eingesetzt zu werden. Er wurde nach seinem frühen Tod auf dem Alten Friedhof in Wegberg beerdigt. Sein literarisches Werk, das vorwiegend aus Erzählungen besteht, ist von einer linkskatholischen Tendenz geprägt. Werner Oellers stand in Verbindung zu führenden Autoren des literarischen Katholizismus wie z. B. Werner Bergengruen.
Sein Sohn ist der Literaturwissenschaftler und Schiller-Forscher Norbert Oellers.

## Werke
- Zöllnersohn und Schmuggler, Freiburg 1936
- Auf den ersten Blick, Freiburg 1939
- Die Gewalt der Waffen, Bonn 1939
- Die neuen Augen, Tübingen 1940
- Über uns hinaus. Ein Brief an die Front, Freiburg 1940
- Das beharrliche Leben, Tübingen 1942
- Die Nachtfahrt auf dem Rhein, Bonn 1948
- Sterne über dem Brunnen, Bonn 1948
- Maternus am See, Bonn 1950